# بنك التنمية الأوراسي
بنك التنمية الأوراسي (بالإنجليزية: Eurasian Development Bank)‏ هو مؤسسة تمويل إنمائية دولية تستثمر في تنمية الاقتصادات، والتجارة والعلاقات الاقتصادية الأخرى، والتكامل في بلدان أوراسيا. تأسس مجلس التنمية الاقتصادية في عام 2006 ويقع مقره الرئيسي في ألماتي، كازاخستان. للبنك فرع في سانت بطرسبرغ ومكاتب تمثيلية في نور سلطان وبيشكك ودوشنبه ويريفان ومينسك وموسكو.